# Berceni (Ilfov)
Berceni é uma comuna romena localizada no distrito de Ilfov, na região de Muntênia. A comuna possui uma área de 27.33 km² e sua população era de 3665 habitantes segundo o censo de 2007.